# Acordo de Doha (2008)
O Acordo de Doha foi um acordo alcançado entre as facções libanesas rivais em 21 de maio de 2008 em Doha, no Catar. Este acordo marcou o fim de uma crise política de dezoito meses no Líbano.
Depois que as batalhas estouraram no Líbano por causa da crise política, o xeique Hamad bin Khalifa Al Thani (Emir do Catar, entre 1995 a 2013) convidou todos os partidos políticos libaneses para a capital Doha a fim de buscar um acordo visando acabar com o conflito em curso e evitar uma eventual guerra civil.

## Contexto
Este acordo foi negociado após os combates que eclodiram no Líbano entre 7 de maio e 14 de maio de 2008 devido à crise política causada pela ausência do poder executivo desde novembro de 2007 e o fim do mandato de Emile Lahoud. Os combates eclodiram entre milícias xiitas lideradas pelo Hezbollah e as facções leais à maioria governista do Parlamento Libanês reunidas no Movimento 14 de Março quando o governo decidiu remover a rede de telecomunicações do Hezbollah e demitir o chefe de segurança do Aeroporto Internacional Rafik Hariri que teria ligações com a rede xiita. Em resposta a essas decisões, o Hezbollah, que conservou o seu arsenal acumulado durante a Guerra Civil Libanesa, provoca distúrbios em Beirute e depois em várias partes do país, incluindo Monte Líbano e na fronteira com a Síria. Uma iniciativa árabe, apoiada pelo Ocidente e pela Liga Árabe, é rapidamente posta em prática para implementar um acordo inicial entre os partidos libaneses em Beirute em 15 de maio de 2008. O Emir Hamad bin Khalifa Al Thani do Qatar apela a todos os partidos políticos libaneses em Doha para findar com a crise política e evitar uma guerra civil.

## Conferência Nacional Libanesa de Diálogo
A Conferência Nacional Libanesa de Diálogo foi um grupo formalizado de representantes políticos e da sociedade civil libanesa que visava restabelecer o diálogo inter-libanês no final da guerra civil. O encontro de Doha ocorre entre 16 e 21 de maio de 2008, com a participação de líderes políticos libaneses e árabes que afirmaram seu compromisso de salvar o Líbano, pôr fim à crise política e suas consequências e restaurar a paz civil entre os libaneses. Também visou destacar os princípios consagrados na Constituição Libanesa e no Acordo de Taif, destinados a pôr fim à guerra civil libanesa.

## Acordo
O acordo ratificado possui cinco pontos:
1. A eleição de um candidato de compromisso, o general Michel Suleiman, presidente da República, pelo Parlamento do Líbano.
2. A formação de um governo de unidade nacional com trinta ministros divididos entre a maioria governista e a oposição.
3. A adoção da lei eleitoral de 1960, com a criação de distritos com exceção da manutenção de distritos eleitorais únicos.
4. As partes comprometeram-se a abster-se de usar armas ou violência para fins políticos.
5. O lançamento do diálogo para o fortalecimento dos poderes do Estado no Líbano e no cenário internacional.

## Depois do acordo
Em 25 de maio de 2008, a eleição presidencial permitiu que Michel Suleiman, ex-comandante-em-chefe das Forças Armadas, assumisse o poder executivo depois que uma emenda constitucional foi aprovada por uma maioria de dois terços no Parlamento para permiti-lo aceder a essa função. A maioria governista libanesa concedeu à oposição uma minoria de bloqueio dentro do governo (11 ministros de 30), mas o diálogo nacional é retomado com os 14 signatários do acordo de Doha.